# (73600) 3020 T-2
(73600) 3020 T-2 – planetoida z pasa głównego asteroid okrążająca Słońce w ciągu 4,92 lat w średniej odległości 2,89 j.a. Odkryta 30 września 1973 roku.